# عمامة

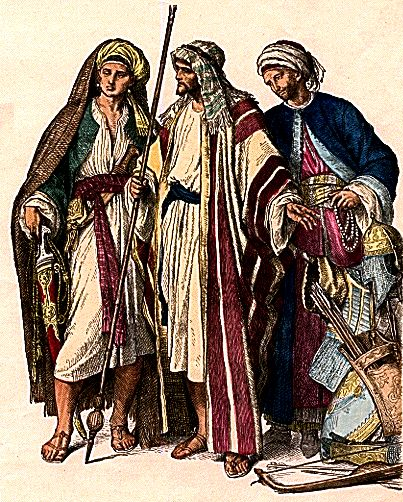
لوحة توضيحية للرجال العرب من القرن الرابع إلى السادس، يرتدون العمائم.

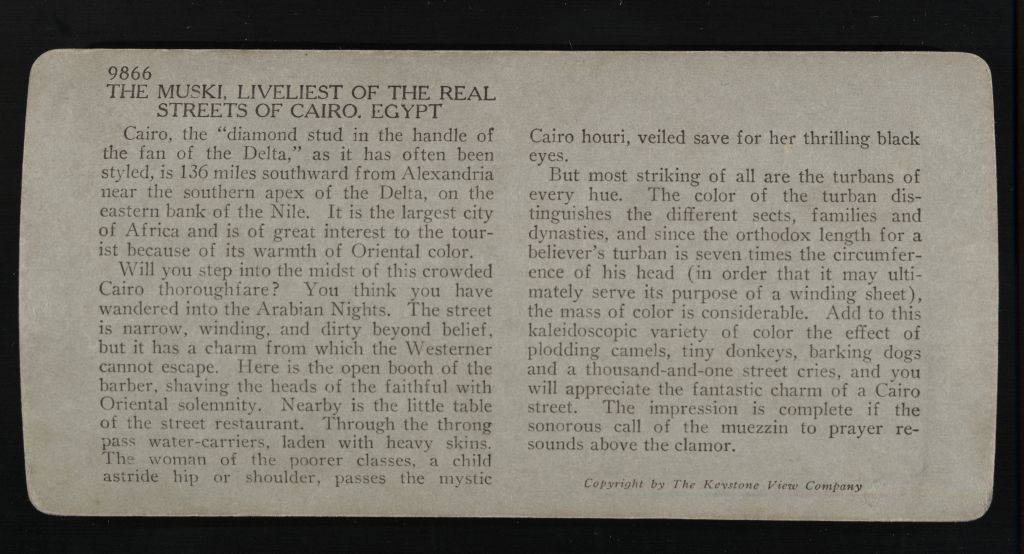
وصف مستشرق لعمم حي الموسكي بالقاهرة - وكانت ألوانها شتى لتعرف بنسب صاحبها وأسرته وعشيرته.

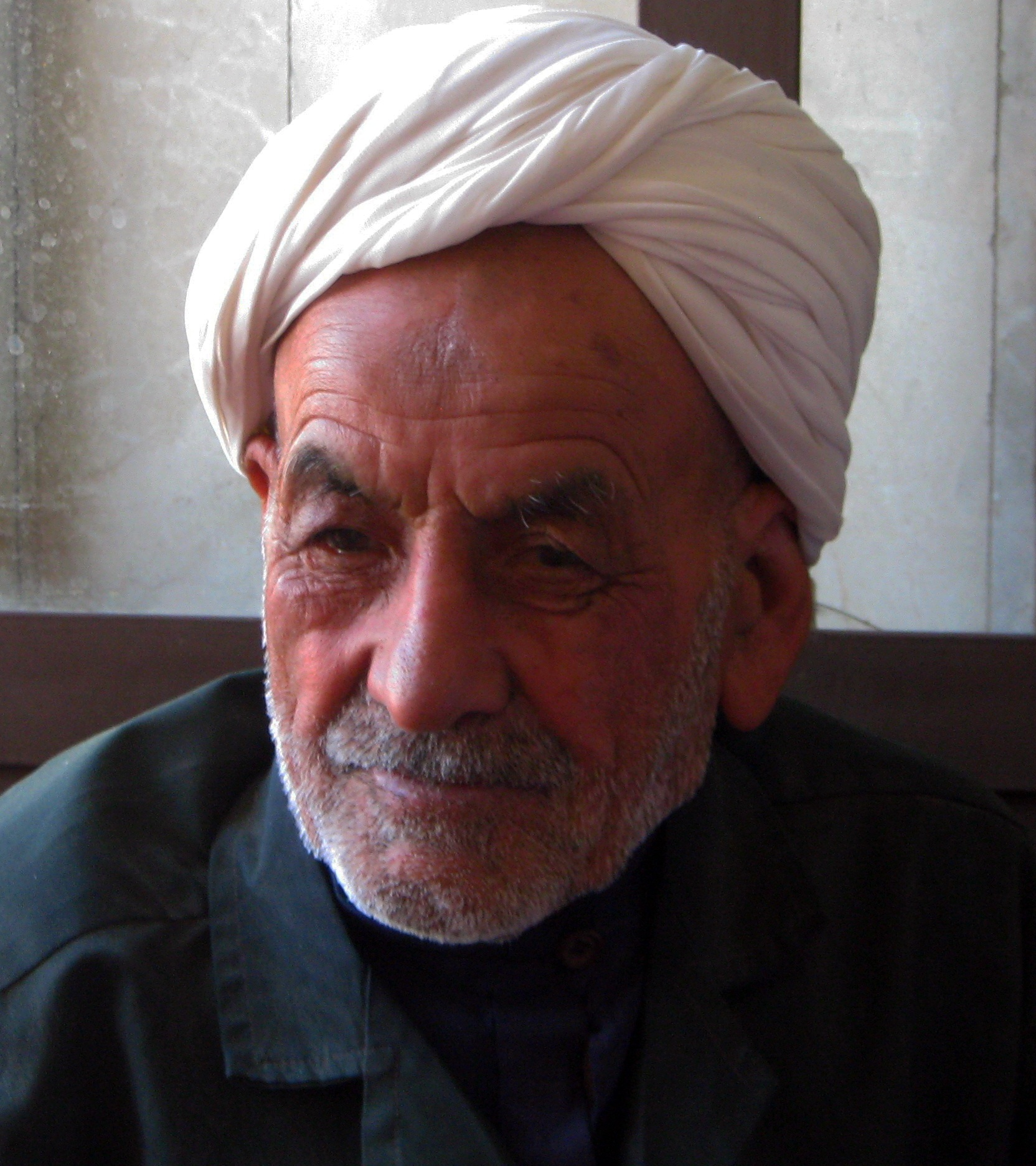
رجل نيسابوري يرتدي العمامة کزي تقليدي.

العِمامة (الجمع: عمامات أو عمَائِم) أو العمَّة من لباس رأس منتشر في كثير من المناطق والشعوب في العالم، وتختلف أنواعه وألوانه وأشكاله من مكان إلى آخر كما يختلف المغزى من لبسه كوقاية من الحر والبرد، وبين جزء من زي تقليدي شعبي وبين زي ديني أو مذهبي وبين الموضة الصرفة، وهي من لباس العرب، وقد اشتهروا بها حتى قيل: «اختصَّت العرب بأربع: العمائم تيجانها، والدروع حيطانها، والسيوف سيجانها، والشِّعر ديوانها». وكان النبي محمد صلى الله عليه وسلم يرتدي أكثر من عمِأمة. وما تزال العمامة منتشرة حتى الآن عند العرب في كل من شبه الجزيرة العربية والسودان ومصر والمغرب والشام وغيرها، وكذلك السيخ يرتدون العمائم الكبيرة نسبيا والتي يتجاوز طول القماش المكون لها الخمسة أمتار وصولاً إلى سبعة أمتار، ويشتهر الطوارق بلبس العمامة وهي إحدى العلامات المميزة لهم. تُصنع العمائم من خامات عدَّة كالقطن أو الخَزّ أو الدِّيباج أو الصُّوف، وتغلب عمائم القطن في الوقت الحالي على العمائم الأخرى، وتختلف العمائم في أشكالها وألوانها وأسمائها، كما تختلف في أطوالها وهيئة تشكيلها.

## عمائم العرب
كانت ألوان عمائم العرب بحسب أحوالهم الاجتماعية وأذواقهم، وقد سُئِل بعضهم عن الثِّياب وألوانها فقال: «الأصفر أشكل، والأحمر أجمل، والخضرة أقبل والسَّواد أهول والبياض أفضل» وإن كان البياض هو الغالب، وروى سَمُرة بن جُنْدب عن النبي محمد صلى الله عليه وسلم أنه قال: «البسوا ثياب البياض فإنها أطهر وأطيب وكفِّنوا فيها موتاكم».

## العمائم الهندية

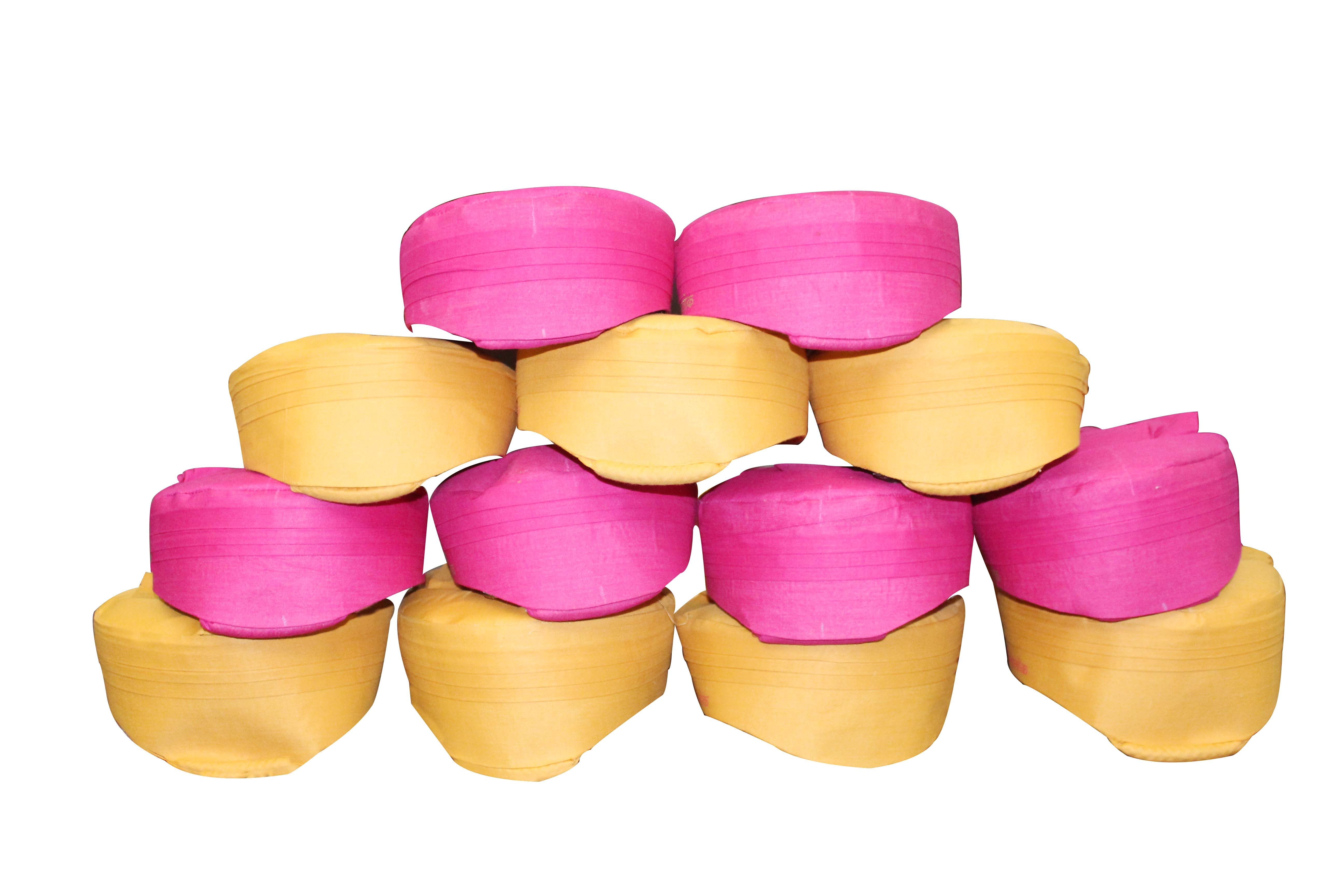

افي الهند يشار إلى العمامة باسم باغري ، وتعني غطاء الرأس الذي يرتديه الرجال ويتم ربطه يدويًا.  هناك عدة أنماط خاصة بمنطقة مرتديها أو دينه، وتختلف في الشكل والحجم واللون. على سبيل المثال، عمامة ميسور بيتا، وعمامة الماراثية فيتا، وبونيري باغادي، والغبانة.
الباجري هو رمز الشرف والاحترام في كل مكان يتم ارتداؤه. من الممارسات الشائعة تكريم الضيوف المهمين من خلال تقديم واحدة لهم لارتدائها.
غالبًا ما يتم اختيار الألوان لتناسب المناسبة أو الظروف: على سبيل المثال، يتم ارتداء الزعفران، المرتبط بالبسالة أو التضحية (الاستشهاد)، أثناء المسيرات؛ الأبيض، المرتبط بالسلام، يرتديه كبار السن؛ والوردي المرتبط بالربيع يتم ارتداؤه خلال هذا الموسم أو في مراسم الزواج.
في الحرب العالمية الثانية، طُلب من بعض الجنود في الجيش الهندي ارتداء عمامة.

## العمامة في اليونان
في اليونان، وتحديدًا جزيرة كريت، يرتدي الرجال تقليديًا عمامة محبوكة بخفة تُعرف باسم الساريكي.  الاسم مستعار من كلمة " ساريك " التركية التي تعني العمامة. اليوم، قد يكون معروفًا أكثر باسم كريتيكو مانديلي (المنديل الكريتي). وهو موجود فقط في اللباس الشعبي الكريتي وليس بين السكان، باستثناء الرجال الأكبر سنا في القرى الجبلية النائية.

## العمامة في جزر فيجي
من المعروف أن زعماء وكهنة السكان الأصليين في إيتوكاي كانوا يرتدون أغطية ماسي (قماش اللحاء) حول رؤوسهم تشبه العمامة، تسمى إي سالا . ومع ذلك، فإن معظم حجم وشكل الإ سالا جاء من الشعر الكثيف الموجود أسفل القماش.

## فوائد العمامة
إن للعمامة فوائد كثيرة، وقد سئل أبو الأسود الدؤلي عن العمامة فقال: «هي جُنَّة (وقاية) في الحرب، ومكَنَّة (حافظة) من الحرّ ومِدْفأة من القُرّ (البرد) ووقار في النَّديِّ (المجلس) وواقية من الأحداث، وزيادة في القامة، وعادة من عادات العرب». وقد قيل لأحد الأعراب إنك تكثر من لبس العمامة فقال: «إن شيئًا فيه السمع والبصر لجدير أن يُوَقَّى من الحرّ والقُرّ». وهي تضيف مظهرًا جميلًا لمن يرتديها، وقال علي بن أبي طالب رضي الله عنه: «جمال الرجل في عِمَّته وجمال المرأة في خُفِّها». وهي أيضًا تقي الرأس من الغبار المتطاير في الهواء، وذؤابتها تحمي العينين والأذنين والأنف من الغبار والروائح الكريهة. وهذه الذؤابة كان يُتلثم بها.

## العمامة في الدين

### العمامة في الإسلام
ثبت في السنة أن النبي محمد لبس العمامة، وثبت أنه لبس الإزار والرداء والقلنسوة والجبة والقميص (الثوب)، وكانت هذه ألبسة موجودة في قومه. وكان لبسه ذلك من باب العادات والمباحات، فيما قال البعض أنها سنة لأن النبي محمد لبسها.

### العمامة في اليهودية
التاج الكهنوتي أو العمامة كان غطاء الرأس الذي يرتديه رئيس كهنة إسرائيل عندما خدم في خيمة الاجتماع والمعبد في القدس.

### العمامة في المندائية
يرتدي الكهنة المندائيون عمائم بيضاء تسمى بورزينقا.

### العمامة في الراستافارية
أعضاء قصر بوبو أشانتي التابع للحركة الراستافارية يحتفظون بشعرهم ولحاهم، بشكل رئيسي مع شعرهم في المجدل، وكانوا يرتدون عمائم فوق مجدلهم، والتي لا ينبغي إزالتها علنًا أو حتى لا يتم إزالتها على الإطلاق، وذلك لحماية والحفاظ على المجدل الخاص بهم نظيفة. إلى جانب العمامة، كانوا يرتدون أيضًا الجلباب منذ تأسيسهم في الخمسينيات من القرن العشرين،  نظرًا لأن عددهم صغير نسبيًا، فإن ذلك يجعلهم أكثر تميزًا في المظهر في جامايكا وأماكن أخرى.

### العمامة في السيخية
تُستخدم عمامة السيخ، المعروفة باسم داستار أو دومالا ، لإظهار الآخرين أنهم يمثلون تجسيدًا لتعاليم السيخ، وحب المعلم وعقيدة القيام بالأعمال الصالحة.  تأكد المعلمون من أن كل من الرجال والنساء قادرون على ارتداء العمامة، مما يدل على عمل آخر من المساواة. وتشمل الأغراض الأخرى للعمامة حماية شعر السيخ الطويل غير المقصوص والحفاظ عليه نظيفًا.

## العمامة عند الشيعة
العمامة عند الشيعة اليوم تنقسم إلى قسمين: العمامة البيضاء والتي يرتديها عموم رجال الدين أو طلاب الحوزة العلمية، والعمامة سوداء الخاصة برجال الدين وطلاب العلم من الذين يرجع نسبهم إلى علي بن أبي طالب أو النبي محمد.

## أنواع العمائم

### الملونة
تعد العمامة الملونة لباساً تاريخياً لأهل الهند، وتسمى الغبانة، وانتشرت في بعض البلدان ومنها الحجاز، ولا يزال يحتفى بها في مكة وجدة خصوصًا، تعد الإبانة الزي التراثي للعائلات الوافدة العثمانية ويعتبر مرتديها من الطبقة المرموقة والوسطى، باستثناء العلماء فقد كانت لهم عمائم تميزهم يغلب عليها اللون الأبيض وتسمى : «الغبانه السادة». وهناك عدة أنواع للإبانة ولعل أشهرها الإبانة الصفراء الحلبي المعروفة بـأم لوزة (بحكم وجود نقش على شكل لوزة في أطرافها), وتلف الإبانة على الكفية البلدي وهي طاقية مجوفة تشبه القبة إلى حد ما، أما في الصومال فهي مشهورة بأنها عمامة لا يرتديها إلا سلاطين وشيوخ القبائل.
ويرتدى العمامة الملونة أيضا أهل عمان وأهل اليمن في شبه الجزيرة العربية. والطوارق في كلا من الجزائر وليبيا والمغرب ومالي وباكستان.

### عمامة حجازية
هي نوع واحد فقط من العمائم العربية التي تم ارتداؤها في شبه الجزيرة العربية من عصر ما قبل الإسلام وحتى يومنا هذا. وكان يرتديها العرب المسلمون في منطقة شبه الجزيرة العربية مثل قريش والأنصار والقحطانيين والكنديين والأنباط والقيداريين والعدنانيين والحميريين والمناذرة والغساسنة وحتى اليهود العرب وغيرهم. وكان يتم ارتداؤها بجانب الكوفية، وهي غير عن الغبانة أو العمامة الملونة ذات الاصل الهندي.

### المعم
المعمّ النجدي أو العمامة النجدية هي عبارة مزيج بين الكوفية والعمامة، يستخدمها الشيوخ ورجال الدين، وتشبه العصابة بطريقة ارتدائها، وسميت "بالمعّم" لأنها على شكل عمامة.

### البيضاء
العمامة البيضاء هي جزء من لباس علماء الدين الإسلامي الشيعي الذين ليسوا من نسل علي بن أبي طالب ويقال لهم شيخ أو المشايخ بالجمع. ويَلبس علماء الشيعة العمامة كتقليد يعبر عن أصالة هذا المظهر الذي يشابه لباس المسلمين الأوائل. وكذلك علماء الدين والفقه والقضاة الشرعيين في سلطنة عمان.
كما تعد جزء من اللباس في السودان ويرتديها عامة الناس بشكل يومى وأيضا يرتديها السكان في صعيد مصر وموريتانيا.

### السوداء
العمامة السوداء هي جزء من لباس عالم الدين الإسلامي الشيعي من نسل علي بن أبي طالب. ويطلق عليه لقب «سيّد» أو السادة بالجمع. ويلبس علماء الشيعة العمامة كتقليد يعبر عن أصالة هذا المظهر الذي يشابه لباس المسلمين الأوائل.

## الصور

صورة عبد الله فدعق من جدة
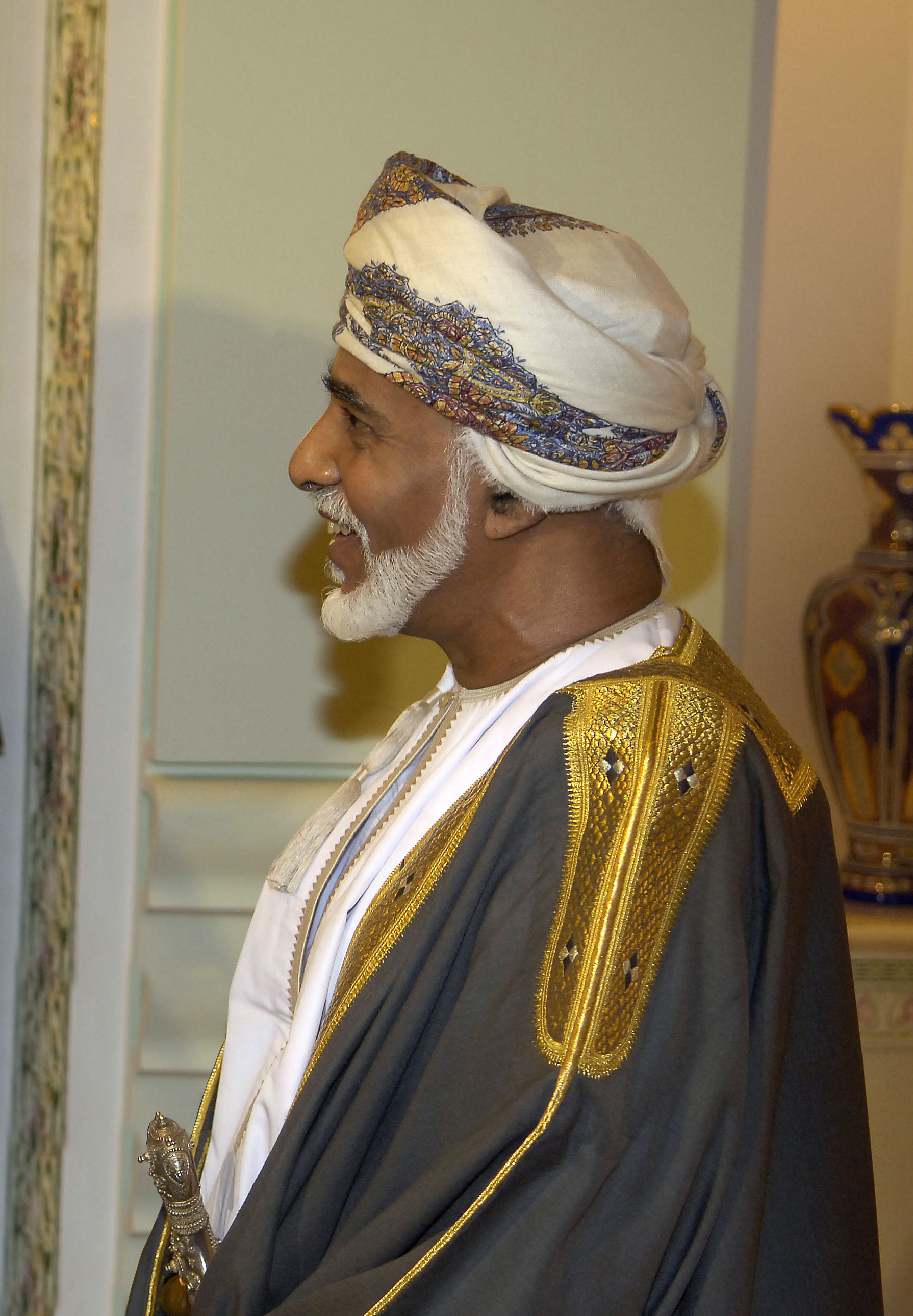
صورة السلطان قابوس بن سعيد سلطان عمان
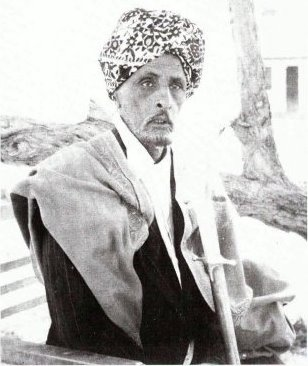
صورة السلطان محمود علي شري سلطان سلاطين أرض الصومال
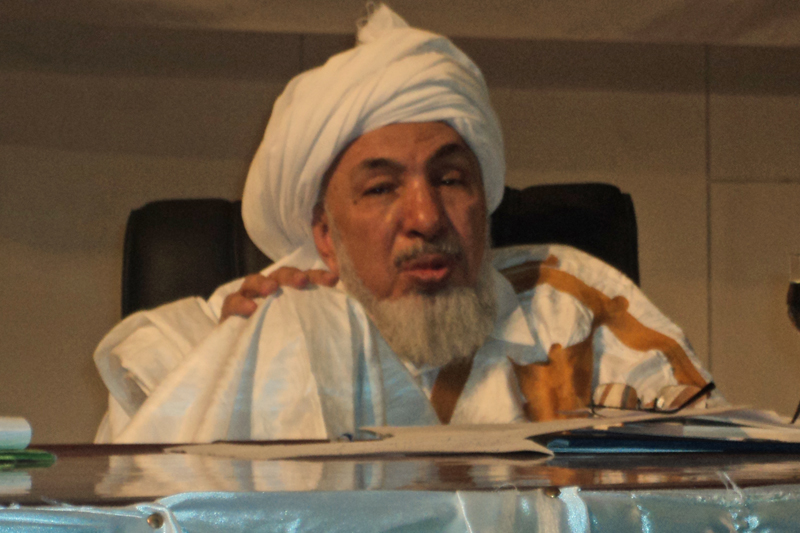
صورة الشيخ عبد الله بن بيه من موريتانيا
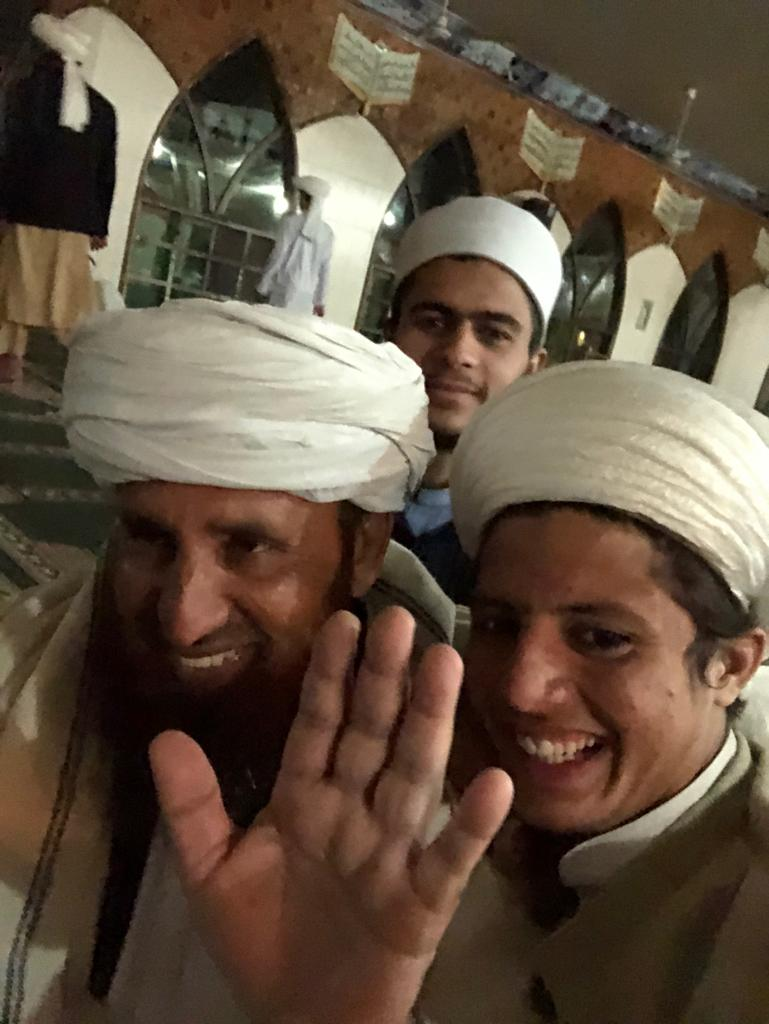
رجال باكستانيون بالعمامة
صورة الشيخ عبد القادر السقاف من اليمنصورة الشيخ عبد القادر السقاف من اليمن
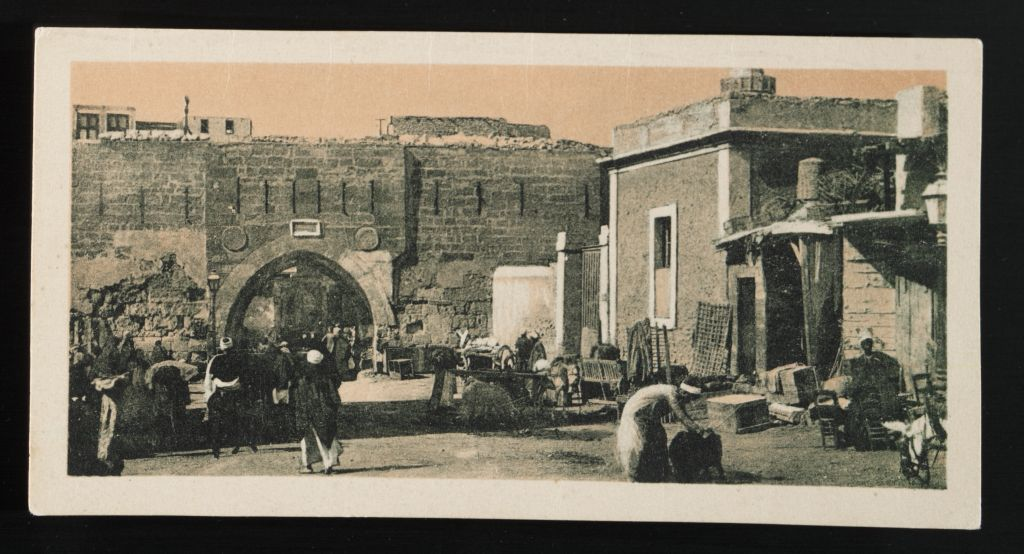
مشهد من القاهرة يرتدي فيه الناس العمم
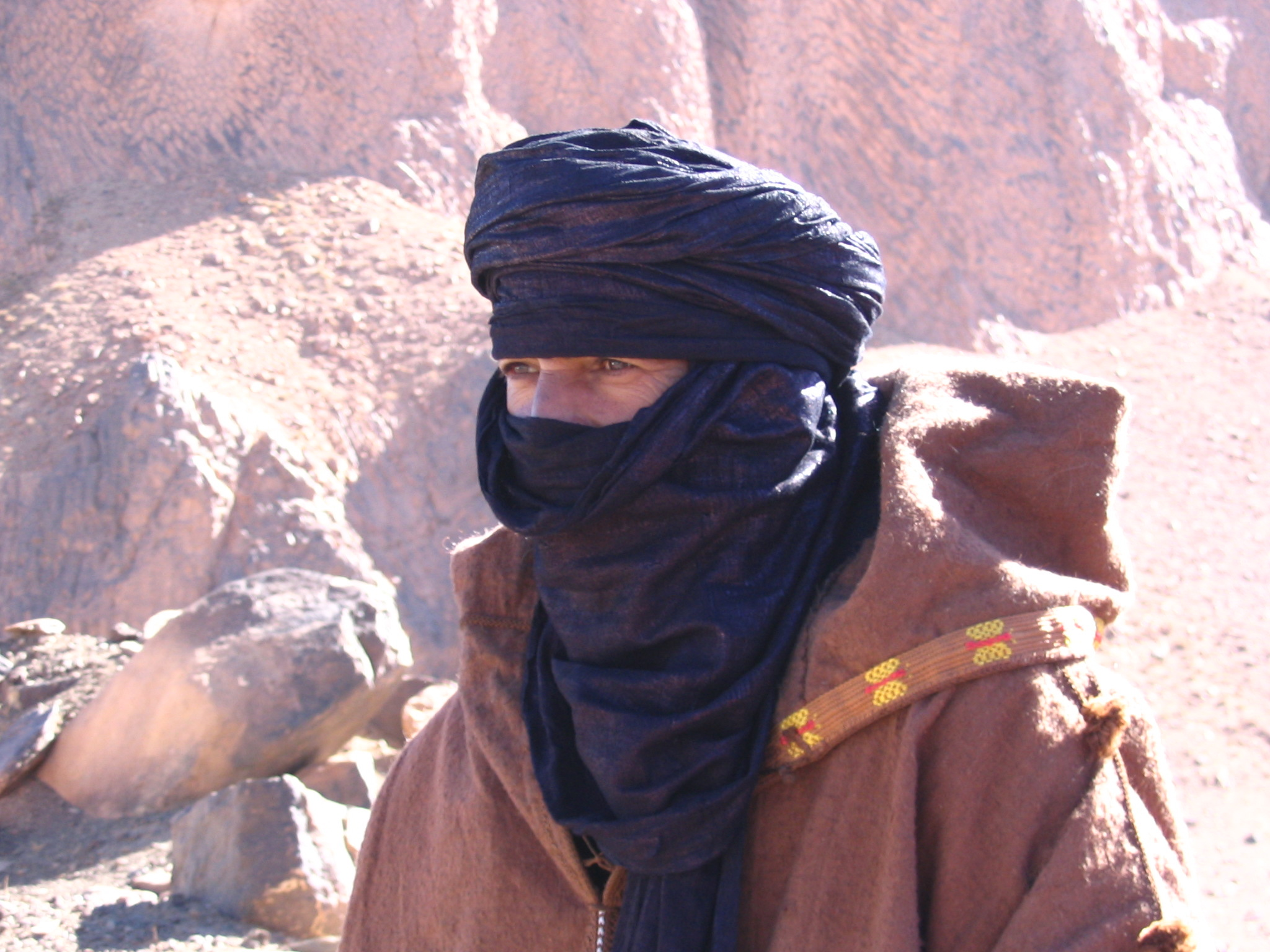
صورة أحد رجال الطوارق
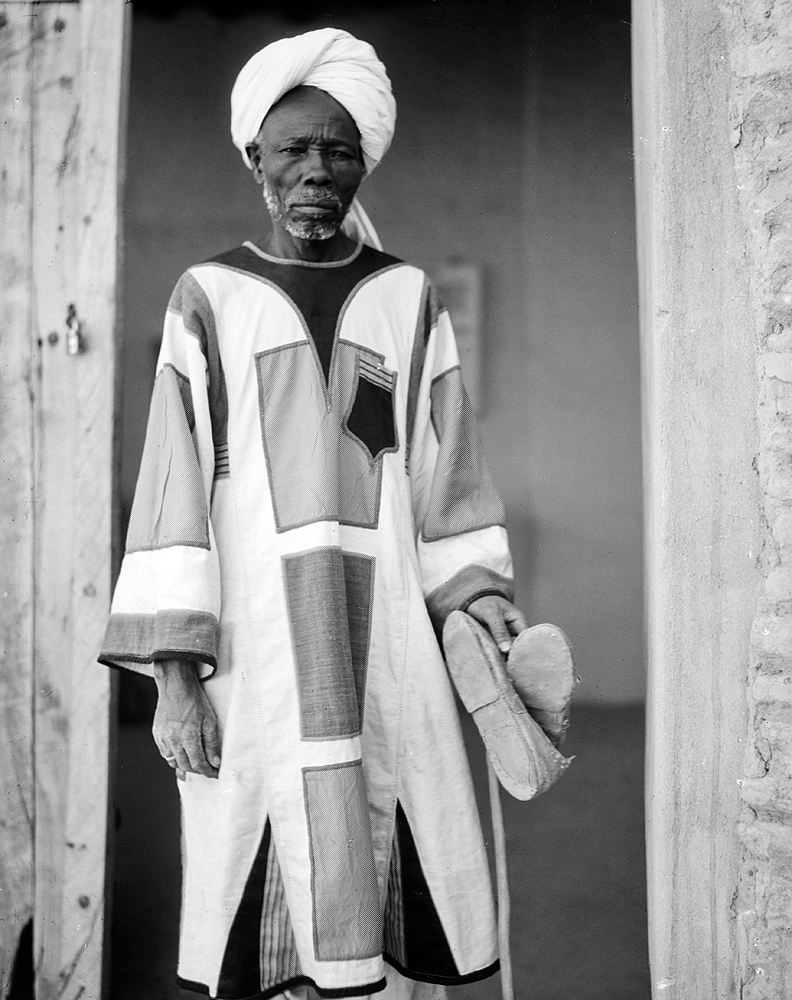
رجل سوداني من أنصار المهدي يرتدي العمامة
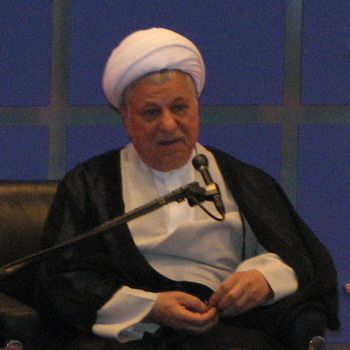
صورة الرئيس السابق هاشمي رفسنجاني من إيران وهو شيعي
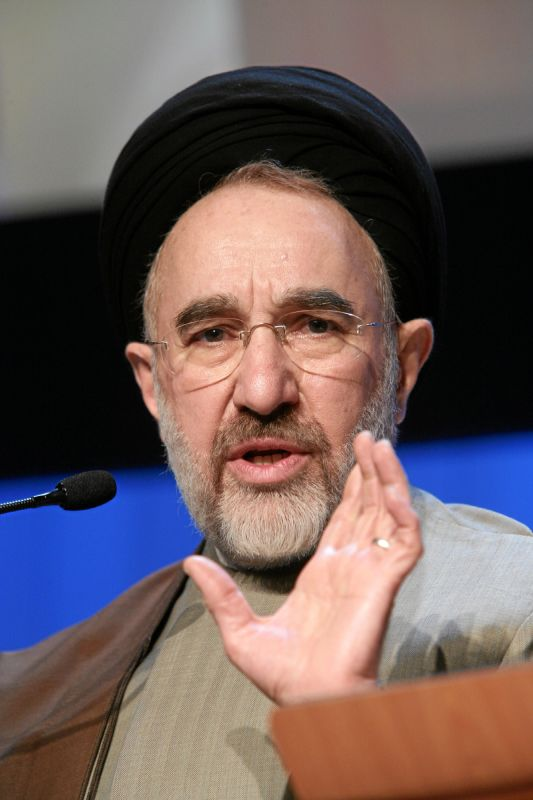
صورة الرئيس السابق محمد خاتمي من إيران وهو شيعي
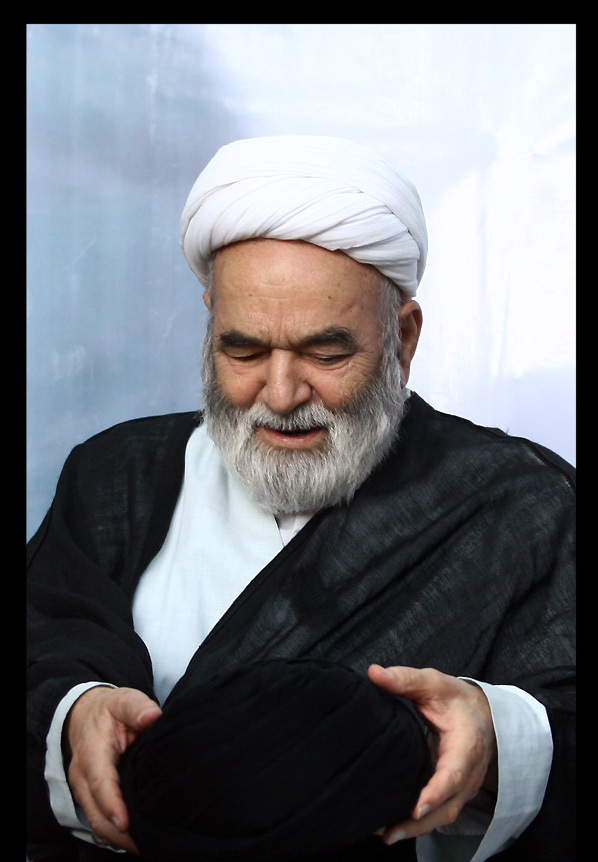
الشیخ عزیزالله خوشوقت في حفل التعميم لطلاب الحوزة العلمية
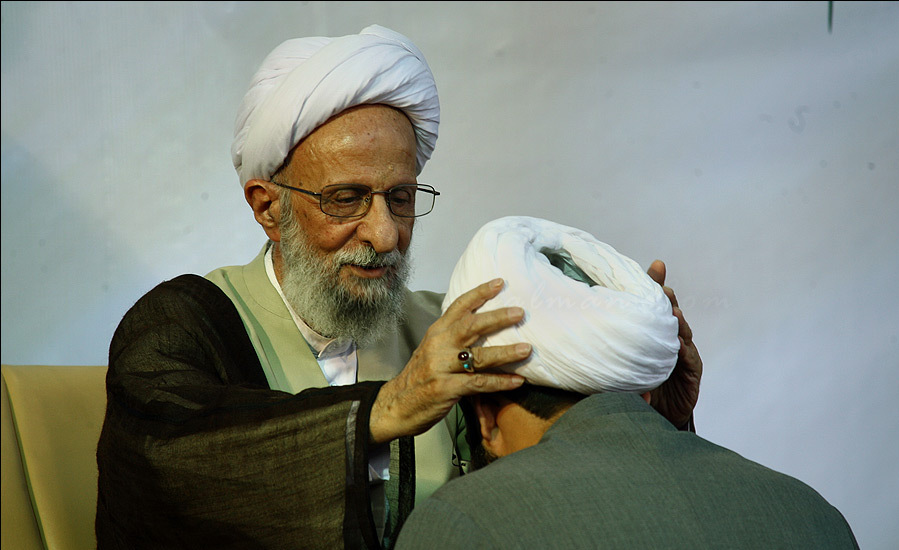
الشیخ محمد تقي مصباح اليزدي في حفل التعميم لطلاب الحوزة العلمية
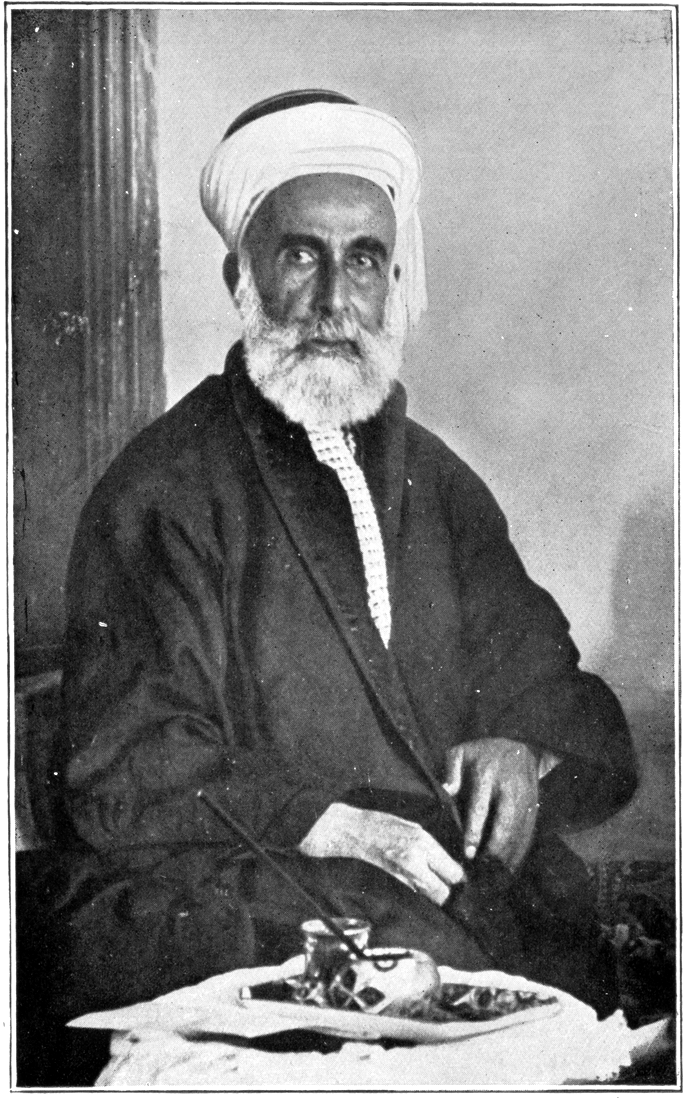
الشريف الحسين بن علي الهاشمي مرتديا العمامة البيضاء